# Pfaffia argyrea
Pfaffia argyrea là loài thực vật có hoa thuộc họ Dền. Loài này được Pedersen miêu tả khoa học đầu tiên năm 2000.